# Eugène Beaudouin
Pour les articles homonymes, voir Beaudouin.
Eugène Élie Beaudouin, né le 20 juillet 1898 à Paris 5e et mort le 14 janvier 1983 à Paris 16e, est un architecte et urbaniste français. Précurseur de l'architecture moderne dans l'entre-deux-guerres, il est à l'origine de nombreux grands programmes architecturaux au cours des Trente Glorieuses.

## Biographie
Fils de Léon, architecte, et de Marie Durand, il a épousé Joséphine (Josette) Cals en 1928, artiste-peintre, connue sous le nom de Joséphine Beaudouin (1909-2005). Après des études à l'École nationale supérieure des beaux-arts dans l'atelier d'Emmanuel Pontremoli, il est lauréat du Premier Grand Prix de Rome en 1928. Il séjourne à la Villa Médicis de 1929 à 1932 : pendant cette période, il ne se contente pas de rester en Italie et effectue des relevés des monastères du Mont Athos et de la ville d'Ispahan.
Il prend la succession de son père et s'associe à Marcel Lods en 1930. Ils s'intéressent aux problèmes du logement collectif, de l'industrialisation du bâtiment et de préfabrication, en collaboration avec les ingénieurs Vladimir Bodiansky et Jean Prouvé. Au sein de cette association, jusqu'en 1940, il réalise une série de bâtiments considérés comme précurseurs de l'architecture moderne en France : la cité de la Muette à Drancy, dans le cadre des chantiers de cités-jardins de l'OPHLM de la Seine en 1935 y employant des carreaux de Lap, dont la fabrication est devenue industrielle (Sanilap), l'école de plein air de Suresnes (toujours à la demande d'Henri Sellier) et la maison du Peuple de Clichy.
Il mène en parallèle une carrière d'urbaniste : il travaille sur le plan d'urbanisme de La Havane (1928), sur le plan Prost pour l'aménagement de la région parisienne (1934).
Pendant la Seconde Guerre mondiale, en remplacement du « plan Grébert » il réalise un nouveau plan de Marseille, approuvé en 1943 par l’État français (Marseille étant alors sous tutelle administrative). Ce plan est abandonné après la Libération par le nouveau pouvoir municipal. Le « plan Beaudouin » prévoyait la destruction des quartiers insalubres du Vieux-Port ordonné en 1943 par l’occupant allemand.
Après la Seconde Guerre mondiale il continue cette activité d'urbaniste à Monaco, Saïgon, Toulon, Montpellier et Clermont-Ferrand. Architecte en chef des Palais nationaux et des bâtiments publics, reconnu internationalement, il est appelé à réaliser de nombreux projets architecturaux publics : ambassades, logements sociaux, lycées, bâtiments administratifs. Il remporte en 1951 le concours de la cité Rotterdam à Strasbourg, lancé par le gouvernement afin de développer les méthodes d'industrialisation du bâtiment. Il est par ailleurs urbaniste de la Zone à urbaniser en priorité (ZUP) des Minguettes et du quartier Maine-Montparnasse à Paris.
Beaudouin devient directeur de l’École d’architecture à l’Université de Genève, puis professeur à l’École nationale supérieure des beaux-arts et chef d'atelier de 1946 à 1968, où il a notamment pour élèves Fernand Pouillon, François Spoerry, Christian de Portzamparc, Jacques Henri-Labourdette, Antoine Grumbach, etc avant de partir pour l'école nationale supérieure d'architecture de Versailles. Membre de l'Académie des beaux-arts en 1961, il est président de la Société française des urbanistes de 1958 à 1966 et élu président de l'Union internationale des architectes de 1960 à 1964.
Une petite partie de ses fonds d'archives sont conservés par l'Institut français d'architecture.

## Principaux projets

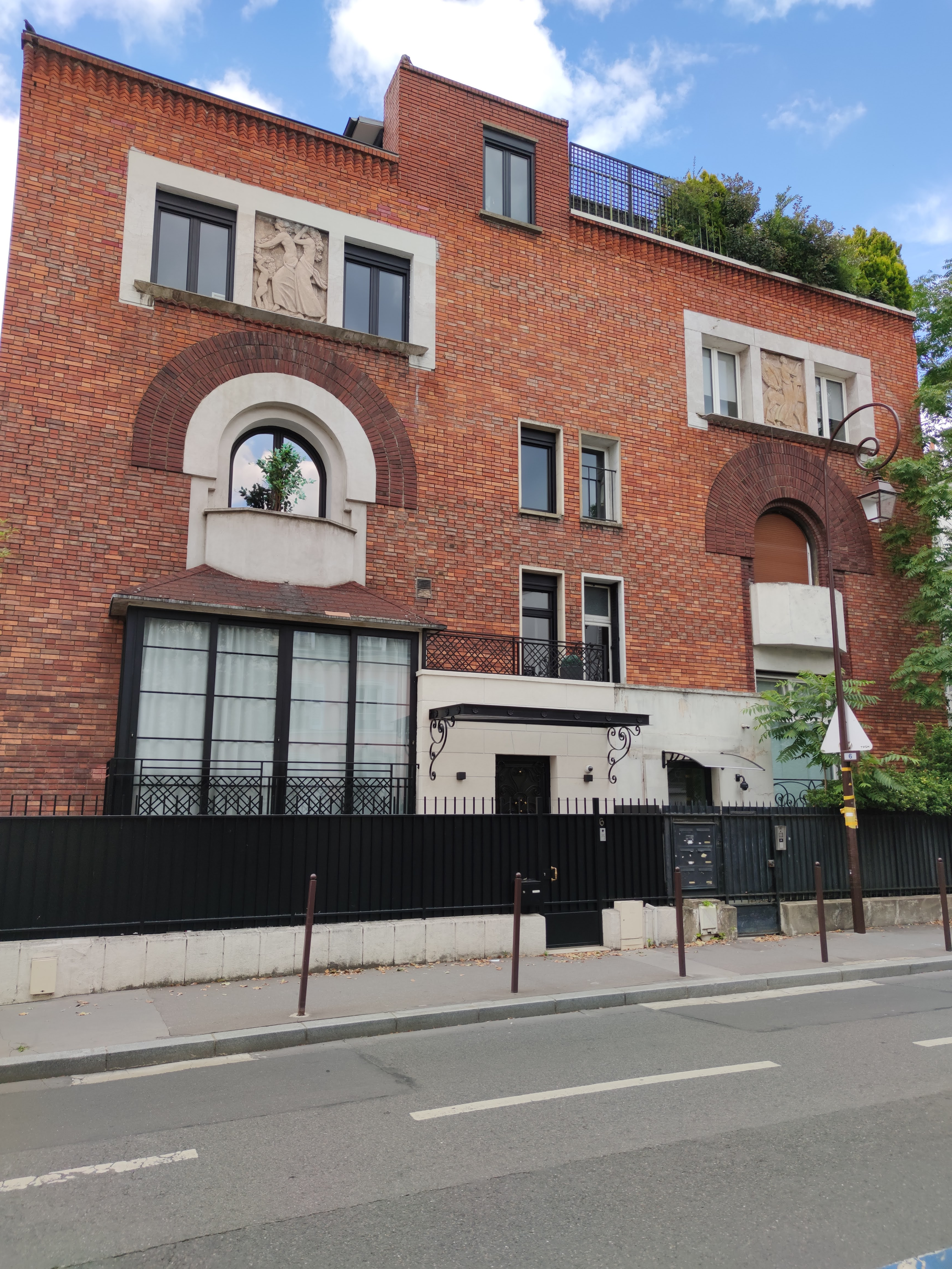
Nos 4-6, rue du Bois-de-Boulogne, Neuilly-sur-Seine.

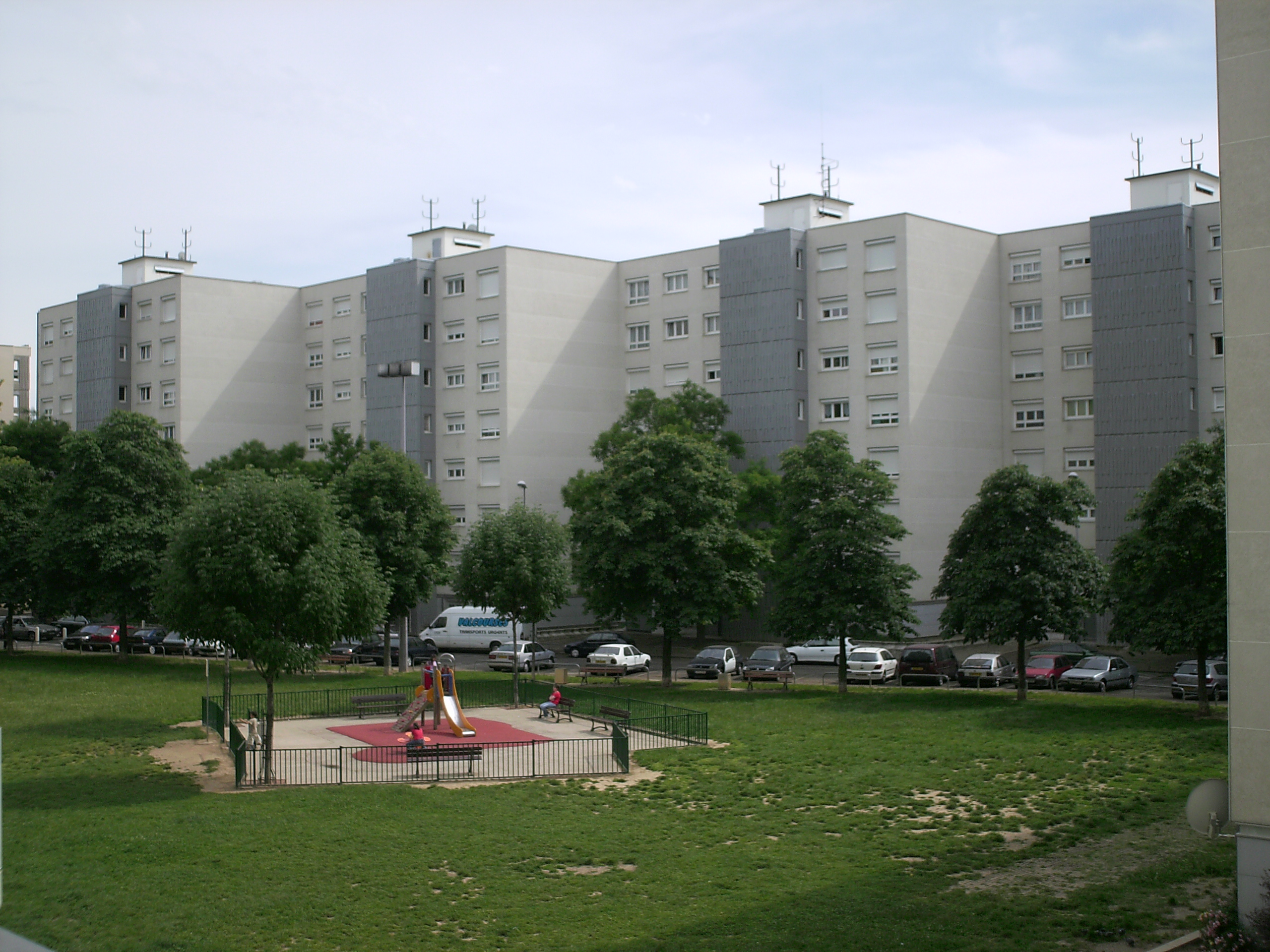
Une barre du quartier des Minguettes à Vénissieux

Tous les projets datant d'avant 1940 sont réalisés en collaboration avec Marcel Lods
- 1927 : hôtels Beaudouin, 4-6, rue du Bois-de-Boulogne, Neuilly-sur-Seine (Hauts-de-Seine)[6].
- 1930-1939 : cité du Champ-des-oiseaux à Bagneux (Hauts-de-Seine)
- 1931 : logement patronal de la Tannerie Lepage, à Segré (Maine-et-Loire)
- 1931-1933 : immeuble dit Garde-meuble Odoul dans le 19e arrondissement de Paris
- 1931-1934 : cité de la Muette à Drancy qui, à peine achevée d’être construite, servit de camp d’internement (partiellement détruite, le reste étant classé MH)[7]
- 1934 : École de plein air de Suresnes (Hauts-de-Seine) (inscrite MH)[8]
- 1935-1936 : ambassade de France à Ottawa (Canada)[9]
- 1938 : maison démontable BLPS avec Jean Prouvé.
- 1935-1939 : maison du Peuple et marché couvert de Clichy (Classé MH)[10]
- 1937 : club-house dit club Roland-Garros de l'aérodrome de Buc (Yvelines), démonté en 1940 par les Allemands.

Réalisation en indépendant :
- 1951-1953 : cité Rotterdam à Strasbourg, premier grand ensemble d'après-guerre : 800 logements et un groupe scolaire
- 1952 : immeuble sur le Vieux Port de Marseille, en collaboration avec Fernand Pouillon, André Devin et Auguste Perret
- 1954 : résidence universitaire Jean Zay à Antony (Hauts-de-Seine)
- 1957 : atelier et jardins suspendus du site de la Darse à Villefranche-sur-Mer (Alpes-Maritimes)
- 1962 : chapelle de la Sainte-Croix, 134 avenue de la Croix-de-Berny à Antony (Hauts-de-Seine)
- 1958-1973 : urbaniste du quartier Maine-Montparnasse, comprenant la tour Montparnasse en collaboration avec Urbain Cassan, Louis Hoym De Marien, Jean Warnery, J. Saubot et Raymond Lopez
- 1964-1969 : urbaniste en chef de la zone à urbaniser en priorité des Minguettes à Vénissieux, dans la banlieue de Lyon
- 1967 : faculté de droit et de sciences économiques et École nationale des Impôts à Clermont-Ferrand
- 1967-1973 : agrandissement du palais des Nations à Genève (avec François Bouvier, André Gaillard et Arthur Lozeron)
- 1969-1974 : siège du Bureau international du travail à Genève (avec Pier Luigi Nervi et Alberto Camenzind)

### Filmographie
- Ruben Ter-Minassian, Histoire d'Eugène Beaudouin, architecte et urbaniste, Prod. Ministère de l'Urbanisme, Vidéothèque de Paris, 60 min, 1983